# Friedrich Meili
Friedrich Meili (2. april 1848 i Hinwil (kanton Zürich) - 15. januar 1914) var en schweizisk retslærd.
Meilie blev Dr. jur. i Jena 1870, advokat 1871—95, privatdocent i Zürich 1880, 
ekstraordinær professor 1885, ordentlig professor sammesteds 1890, 1905 præsident for kassationsretten 
i Zürich. Både af den schweiziske og af udenlandske regeringer — Østerrig, Portugal, Holland, Rusland og andre — blev der lagt megen beslag på Meili som affatter af retsbetænkninger: Han optrådte som sit lands delegeret ved de internationale privatretskonferencer i Haag og var et virksomt medlem af Institut de droit international. Meilis overordentlig omfattende forfattervirksomhed omspændte den internationale privatret, handels-, konkurs- og procesret; et særligt videnskabeligt enklave opdyrkede han ved sine studier over moderne samfærdselsret. 
Af hans mange skrifter vedrørende den internationale privatret kan nævnes: Die Kodifikation des internationalen Zivil- und Handelsrechts (1891), Geschichte und System des internationalen Privatrechts im Grundriss (1892), Das internationale Civil- und Handelsrecht auf Grund der Theorie, Gesetzgebung und Praxis, I—II (1902, oversat på engelsk og japansk), Das internationale Zivilprozessrecht auf Grund der Theorie, Gesetzgebung und Praxis (1906), Moderne Staatsverträge über das internationale Konkursrecht (1907), Bartolus als Haupt der ersten Schule des internationalen Strafrechts (1908), Lehrbuch des internationalen Konkursrecht (1909), Das internationale Privat- und Zivilprozessrecht auf Grund der Haager Konventionen (sammen med Arthur Mamelok, 1911) og mange andre. 
Telegraf-, telefon-, automobil- og luftretten viede Meili en særlig opmærksomhed: Das Telegraphenrecht (1871, 2. oplag 1873), Das Telephonrecht (1885), Die Kodifikation des Automobilrechts (1907), Die drahtlose Telegraphie im internen Recht und Völkerrecht (1908), Das Luftschiff im internen Recht und Völkerrecht (1908) og andre. Af hans øvrige arbejder skal endnu fremhæves: Die Prinzipien des sehweizerischen Patentgesetzes (1890), Die neuen Aufgaben der modernen Jurisprudenz (1892), Die Gesetzgebung und das Rechtsstudium der Neuzeit (1894), Institutionen der vergleichenden Rechtswissenschaft (1898), Die Kodifikation des schweizerischen Privat- und Strafrechts (1901), Johann Caspar Bluntschli und seine Bedeutung für die moderne Rechtswissenschaft (1908) og mange andre.